# تشارلي ريتشموند
تشارلي ريتشموند (بالإنجليزية: Charlie Richmond)‏ هو مخترِع أمريكي، ولد في 5 يناير 1950 في بومونا في الولايات المتحدة.